# Семенчук Анатолій Леонідович
Семенчук Анатолій Леонідович (нар. 23 жовтня 1952) — український хоровий диригент, хормейстер Національної опери України, заслужений діяч мистецтв України.

## З життєпису
Народився в місті Троїцьке Челябінської області. Закінчив челябінське музичне училище та Київську консерваторію — в 1978 році по класу хорового диригування в класі проф. Льва Венедіктова і 1984 року — по класу оперно-симфонічного диригування.
Працював хормейстером ансамблю пісні та танцю МВС України та Молдавії. Хормейстер Національної опери України ім. Т. Г. Шевченка з 1980 р. Брав участь у постановках оперних вистав, серед яких «Севільський цирульник», «Попелюшка» Дж. Россіні, «Мадам Баттерфлай», «Турандот» Дж. Пуччіні, «Любовний напій» Г. Доніцетті, «Ромео і Джульєтта» Ш. Гуно, «Купало» А. Вахнянина, «Любов до трьох апельсинів» С. Прокоф'єва, «Анна Ярославна, королева Франції» А. Рудницького та інших.